# Pålsjö mölla
Pålsjö mölla är Helsingborgs enda kvarvarande vattenkvarn. Den byggdes år 1824 på platsen för en kvarn från 1700-talet.

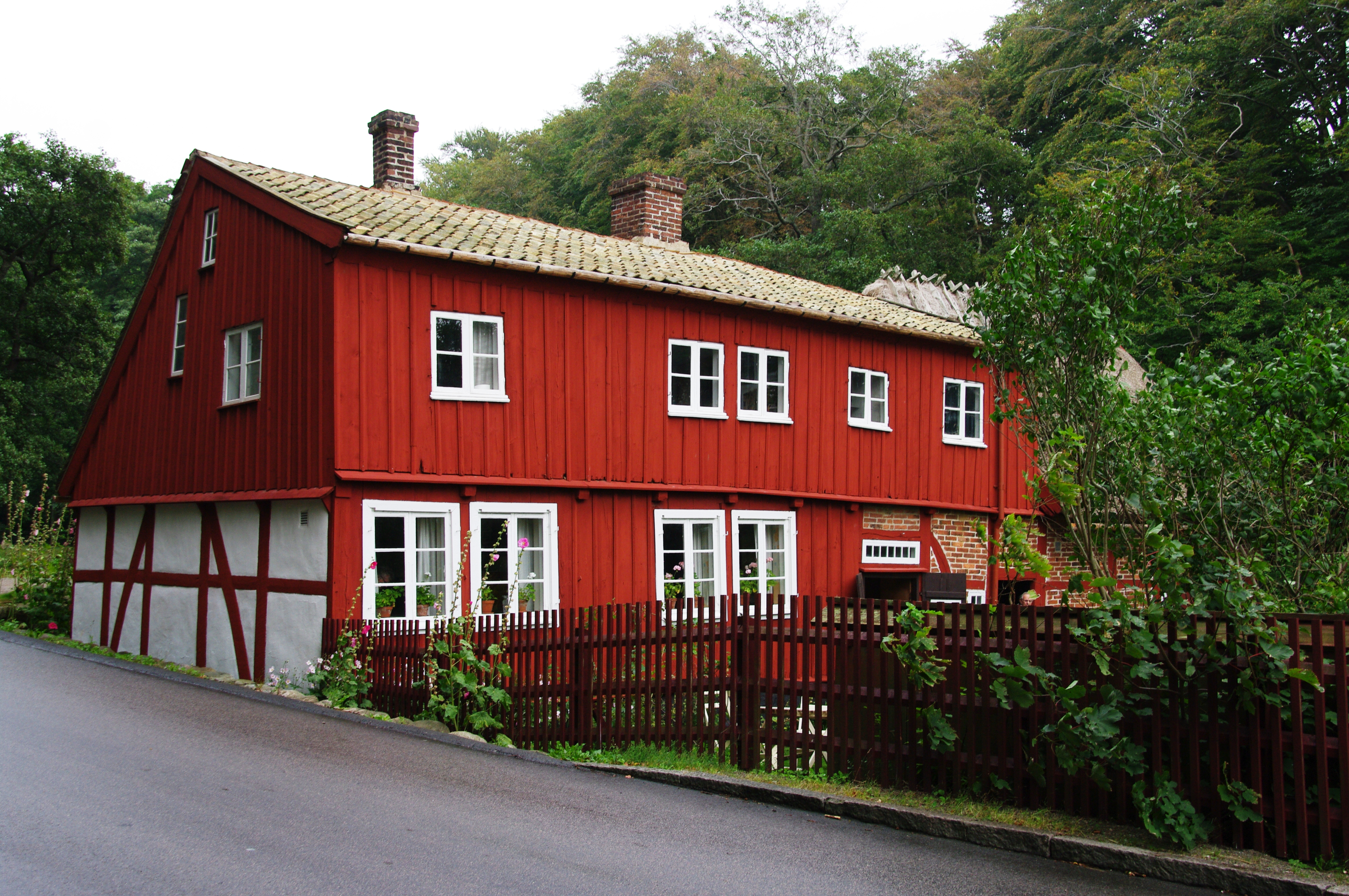
Pålsjö mölla.

Pålsjö mölla ligger vid Pålsjöbäckens utlopp i Öresund. Den är uppförd i korsvirke och har ett kvarnrum med vattenhjul och kvarnstenar samt en bostad. Det har funnits en kvarn på platsen åtminstone sedan 1660-talet och en ny kvarn uppfördes under första halvan av 1700-talet.
Den nuvarande kvarnen uppfördes på  Pålsjös ägor år 1824 av möllaren Sven Andersson från Össjö på den gamla kvarnens plats. Han arrenderade marken av egendomens ägare men kvarnen var hans egen där han malde mjöl åt Pålsjö och andra spannmålsodlare i närheten.
När Sven Anderssons hustru avled år 1854 överlät han verksamheten till sin svärson Nils Persson som lät bygga till en övervåning på bostadsdelen. På grund av ökad konkurrens från väderkvarnar av holländsk typ upphörde han att mala åt spannmålsodlare år 1866 och började att köpa in säd, mala och baka bröd till fasta kunder. All malning upphörde år 1901. 
Kvarnen övertogs av Helsingborgs stad år 1908 när staden köpte  Pålsjöområdet och administreras nu av Helsingborgs museer. 
Kvarnmaskineriet reparerades åren 1949-1950 och man började visa kvarnen för allmänheten. Pålsjö mölla visas varje söndag under sommaren.